# غايوس أوكتافيوس (أطربون 216 ق.م)
غايوس أوكتافيوس (عاش في عام 216 ق.م) كان ضابط في الجيش الروماني خلال القرن الثالث قبل الميلاد. كان من طبقة الفروسية غايوس أوكتافيوس وحفيد الكويستور غنايوس أوكتافيوس روفوس، وهو أيضا والد قاضي في فليتري غايوس أوكتافيوس، جد البريتور غايوس أوكتافيوس وجد الجد للإمبراطور الروماني أغسطس (حكم من 27 ق.م - 14 م). عندما حاول ماركوس أنطونيوس إظهار استهجانه ضد أغسطس، قال إن أوكتافيوس كان عبد معتوق وصانع حبال من ثوري.